# Hermann Askan Demme
Pour les articles homonymes, voir Demme.
Hermann Askan Demme, né le 28 août 1802 à Altenbourg, et mort le 18 janvier 1867 à Berne, est un médecin germano-suisse.

## Biographie
Hermann Askan Demme est le fils de Gottfried Hermann, Generalsuperintendent de Saxe-Altenbourg. Il étudie d'abord la philosophie et la théologie à Iéna et à Berlin. En 1822, il entre dans la Jenaischen Burschenschaft. Il termine ses études en 1830 et devient l'assistant de Johann Lukas Schönlein. En 1831 il est médecin militaire à Warschau, et en 1832, il visite les Etats-Unis.
Il épouse en 1833 Marie Lucie Elisabeth Auguste Diruf (1808-1882) de Heidelberg. Le couple a une fille et trois fils. La même année, il devient professeur d'anatomie à l'Université de Zurich et 1834, il devient professeur à l'Université de Berne. 
En 1847, il est le premier dans le monde germanophone à effectuer une intervention chirurgicale à l'aide de l'éther pour l'anesthésie.

## Œuvres
- Allgemeine Chirurgie der Schusswunden. Nach eigenen Erfahrungen in den norditalienischen Lazarethen von 1859 und mit Benutzung der bisherigen Leistungen, Bd. 1 von Militärchirurgische Studien, Würzburg 1863. en ligne
- Beiträge zur pathologischen Anatomie des Tétanos und einiger anderen Krankheiten des Nervensystems, Leipzig und Heidelberg 1859. en ligne
- Über die Veränderungen der Gewebe durch Brand. Ein Beitrag zur Pathologischen Histologie, Francfort. M. 1857. en ligne